# 矢倉岳
矢倉岳（やぐらだけ）は神奈川県南足柄市にある標高870 mの山である。

## 概要
神奈川県西部の箱根山地と丹沢山地の間に広がる足柄山地にある山で、金太郎伝説で知られる金時山（1,213 m）の北側に位置する。おにぎりを立てたような特徴的な山容をしており、足柄平野から足柄山地の山々を眺めた際にひときわ目立つため、一目でそれと分かる。
山頂部は平坦な裸地で、一角には木造の見晴台が設けられている。足柄山地の独立峰的な山であるため360度の眺望があり、富士山、金時山や明神ヶ岳などの箱根山地の山々、丹沢山地、相模湾などを望むことができる。
矢倉岳と金時山の鞍部にある足柄峠を越える旅人を見張る櫓（やぐら）のような山容をしていることから、矢倉岳と呼ばれるようになったといわれている。

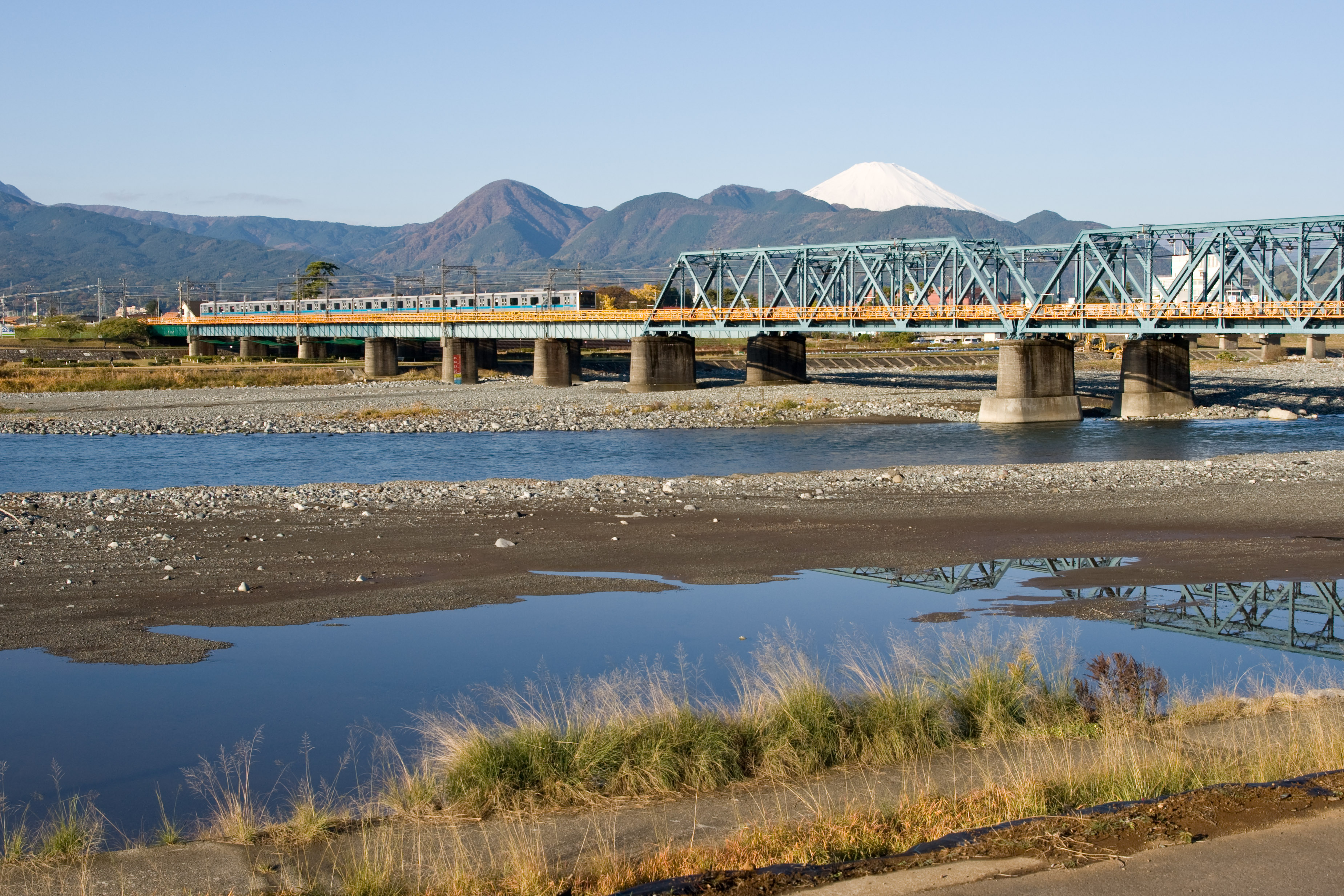
酒匂川橋梁を渡る小田急線と足柄山地 特徴的な山容から一目で矢倉岳とわかる
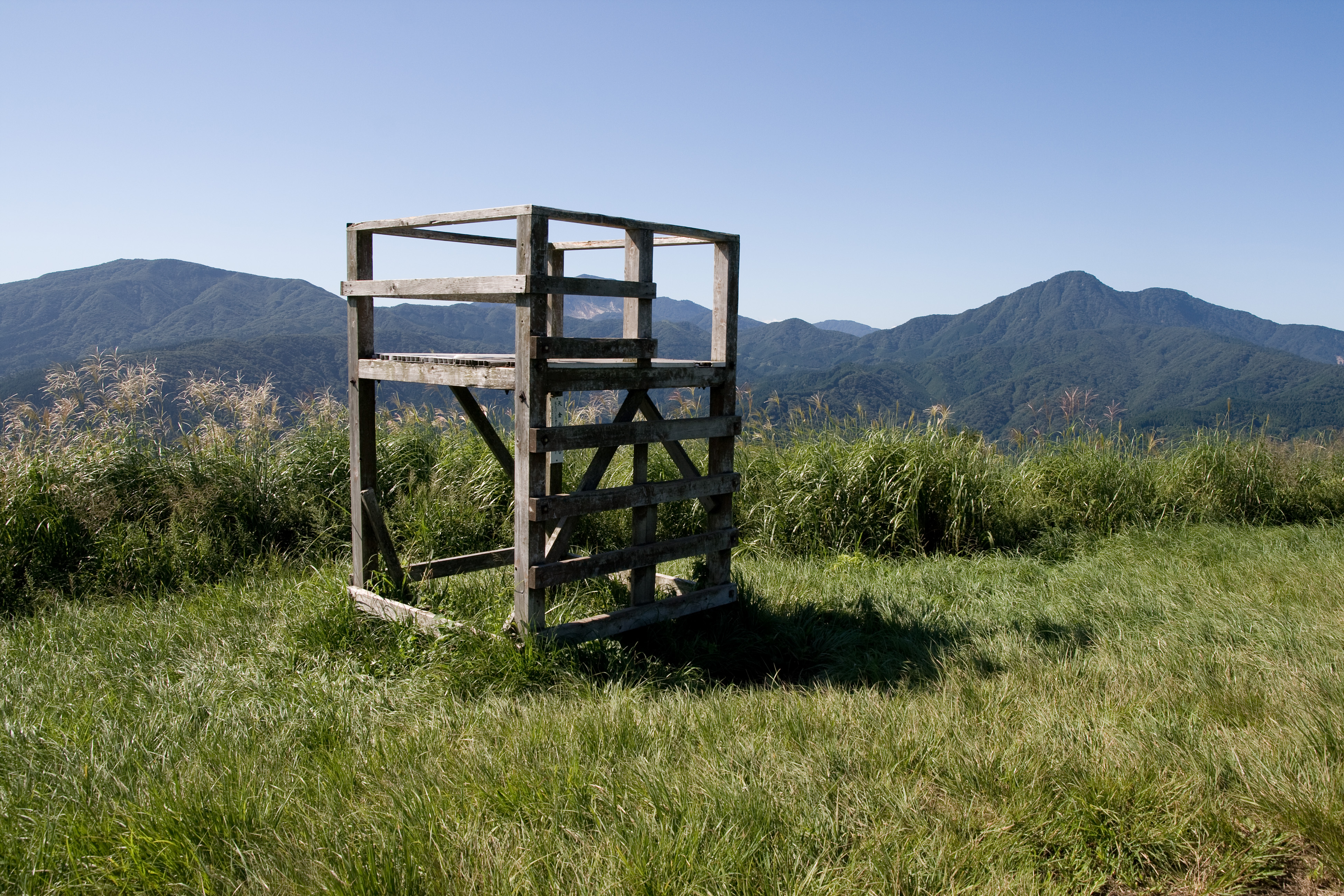
山頂に設けられた簡素な見晴台。なお今は崩落しており、その原型を留めてはいない。

## 地質
矢倉岳周辺の足柄山地の山々は南側に広がる箱根山地の一部として扱われることも多いが、地質的には金時山北西から北流する内川に沿って伸びる内川断層によって両山地は隔てられている。足柄山地の多くは約200 - 70万年前に形成された足柄群層と呼ばれる堆積岩の地層からできているが、矢倉岳は足柄群層に貫入した石英閃緑岩によって構成されている。現在の矢倉岳は貫入した石英閃緑岩体が隆起して浸食を受けた姿であり、この貫入岩体は約100万年前に形成された比較的新しい深成岩とされている。

## 周辺の山
| 山容 | 名称     | 標高（m） | 矢倉岳からの 方角と距離（km） | 山系              | 備考                          |
| ---- | -------- | --------- | ----------------------------- | ----------------- | ----------------------------- |
|      | 富士山   | 3,776     | 西 28.2                       | 独立峰            | 日本最高峰                    |
|      | 不老山   | 928       | 北北西 8.4                    | 丹沢山地          |                               |
|      | 大野山   | 723       | 北 6.5                        | 丹沢山地 足柄山地 |                               |
|      | 鳥手山   | 665       | 北北東 2.2                    | 足柄山地          |                               |
|      | 鷹落場   | 819       | 北 1.3                        | 足柄山地          |                               |
|      | 矢倉岳   | 870       | 0                             | 足柄山地          |                               |
|      | 足柄峠   | 759       | 西南西 2.4                    | 足柄山地          |                               |
|      | 丸鉢山   | 962       | 南西 4.5                      | 足柄山地          |                               |
|      | 金時山   | 1,213     | 南南西 5.1                    | 足柄山地 箱根山地 | 日本三百名山 足柄山地の最高峰 |
|      | 神山     | 1,438     | 南 10.6                       | 箱根山地          | 日本三百名山 箱根山の最高峰   |
|      | 明神ヶ岳 | 1,169     | 南南東 5.7                    | 箱根山地          |                               |

## 登山

### 登山道

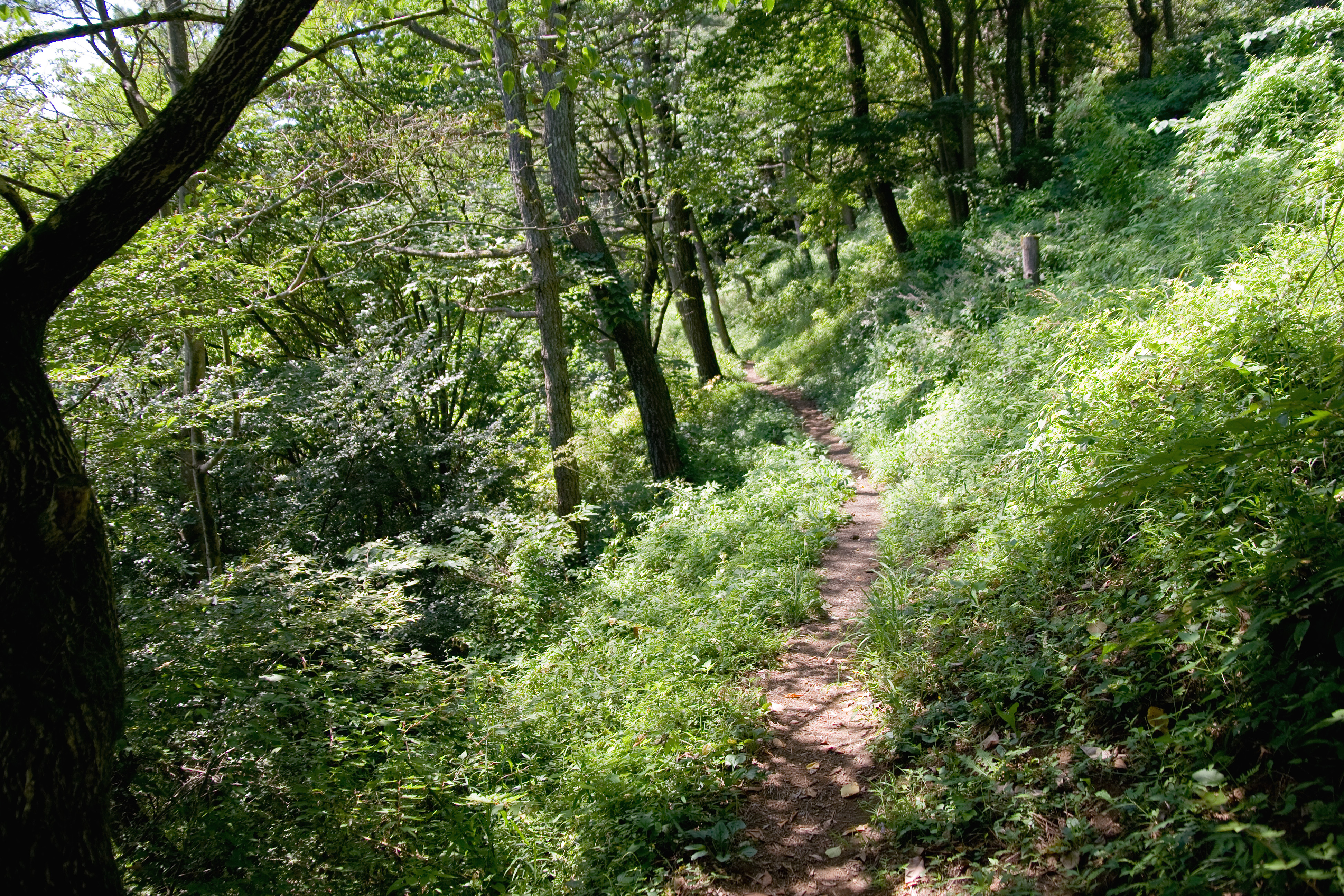
足柄万葉公園 - 矢倉岳の登山道（2010年9月撮影）

登山道は矢倉岳東麓の矢倉沢から登るルートや南麓の地蔵堂からのルート、足柄万葉公園（足柄峠の北）からのルートなどがある。いずれのルートも登山口から山頂まで2時間前後と手軽に登れることから初心者やファミリー向けの低山として人気が高い。万葉公園はウメの季節(2月上旬 - 3月上旬)がおすすめである。

### 登山口までのアクセス
東麓および南麓登山口の矢倉沢、地蔵堂までは関本（大雄山駅前）よりバスが運行されている。関本へは大雄山線のほか、小田急線新松田駅からバスでアクセスすることもできる。
足柄万葉公園へは土休日限定（冬季は運休）で地蔵堂よりバスが運行されている。なお、関本からの直通バスも存在するが、運行本数は少ない。

## 関連画像

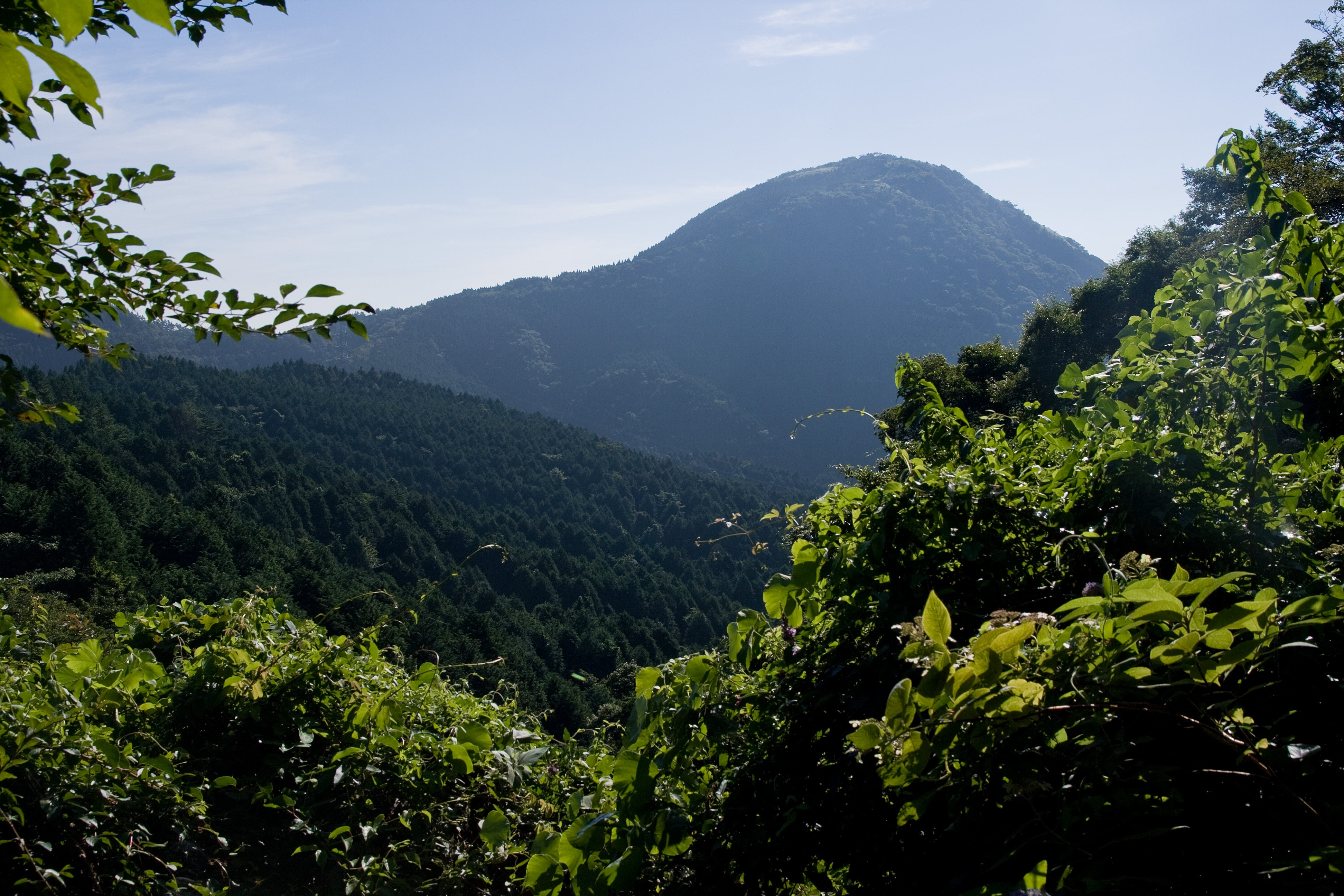
足柄万葉公園付近から望む矢倉岳
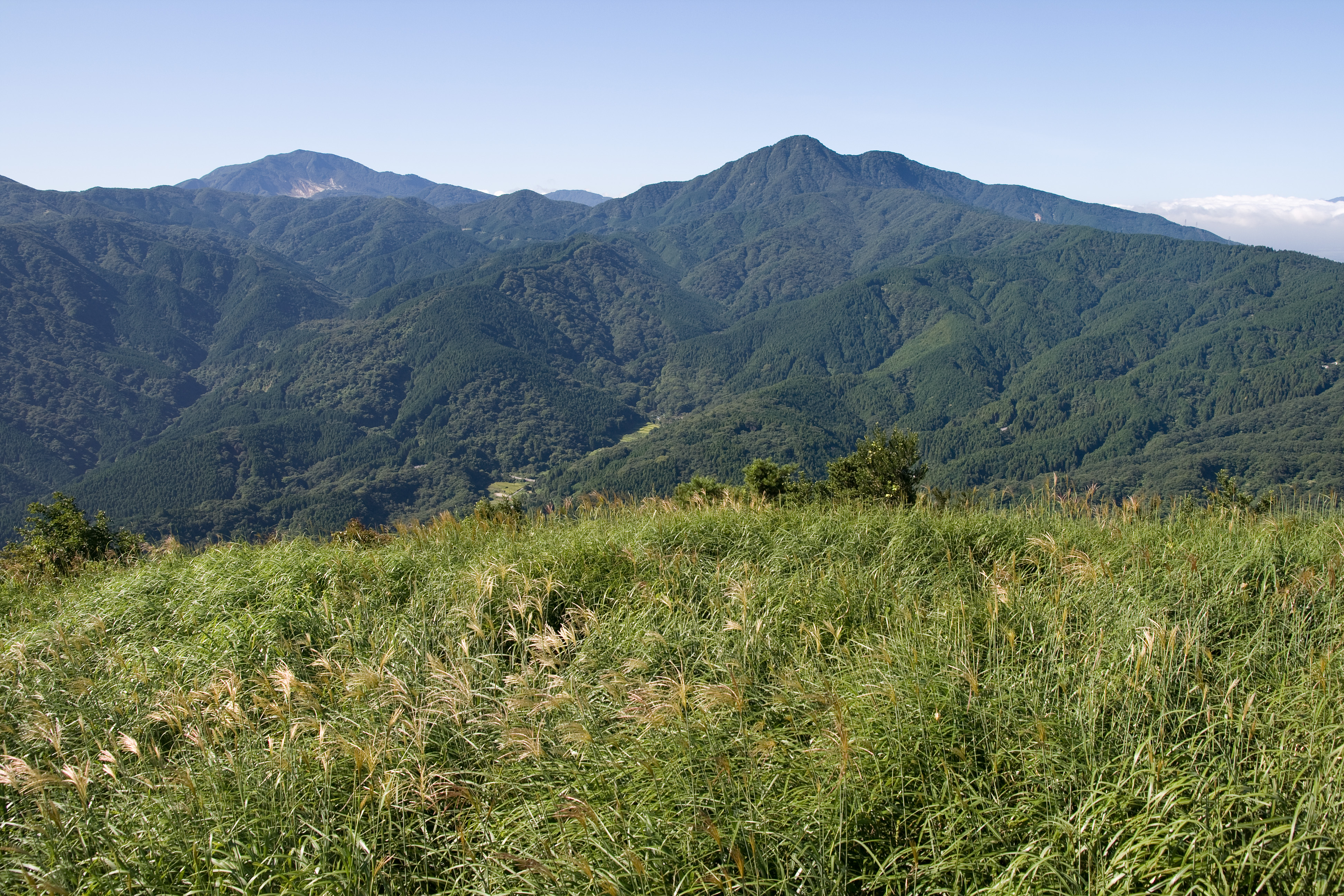
矢倉岳山頂から見た箱根山
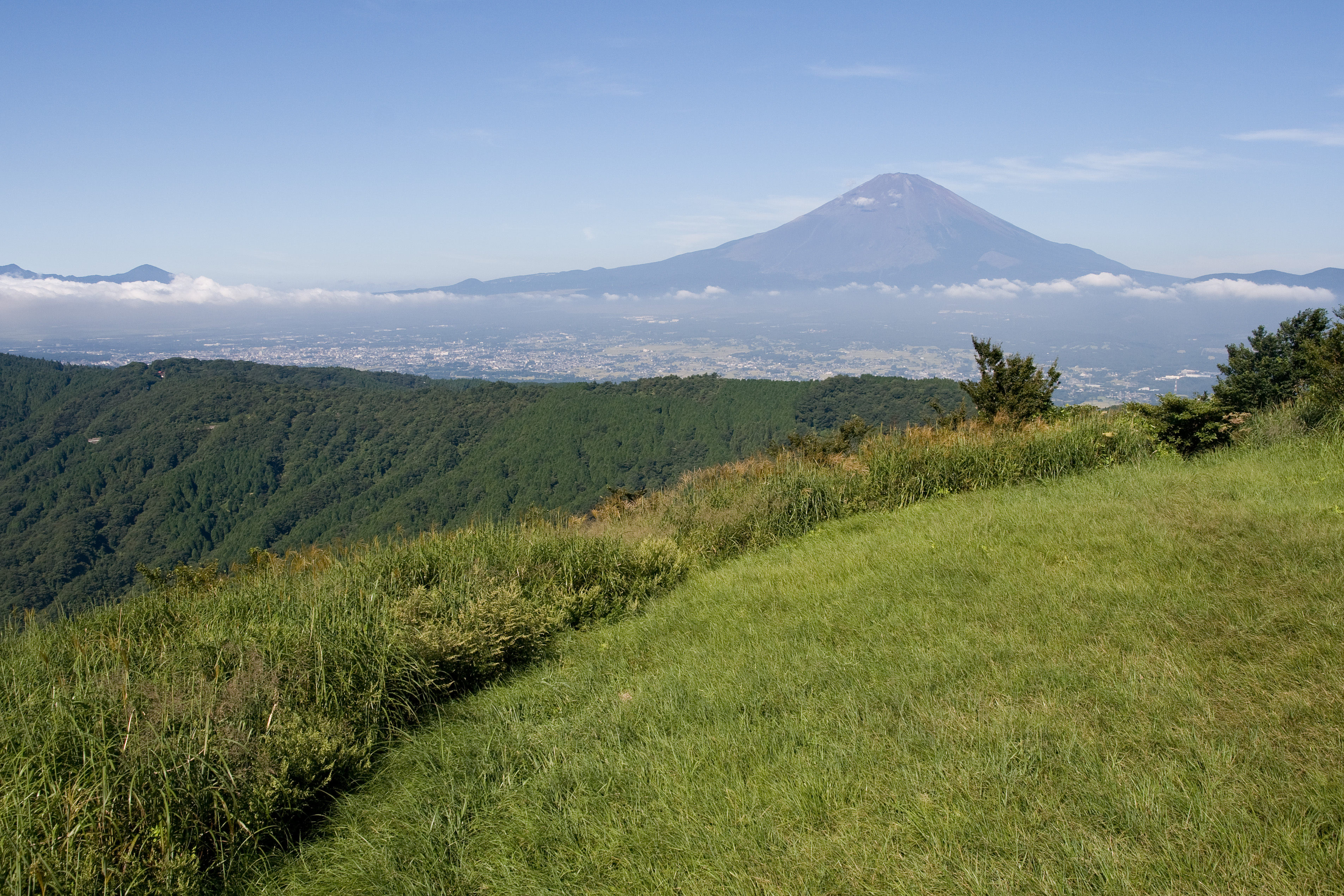
矢倉岳山頂から見た富士山